# Hockeyettan 2019/2020

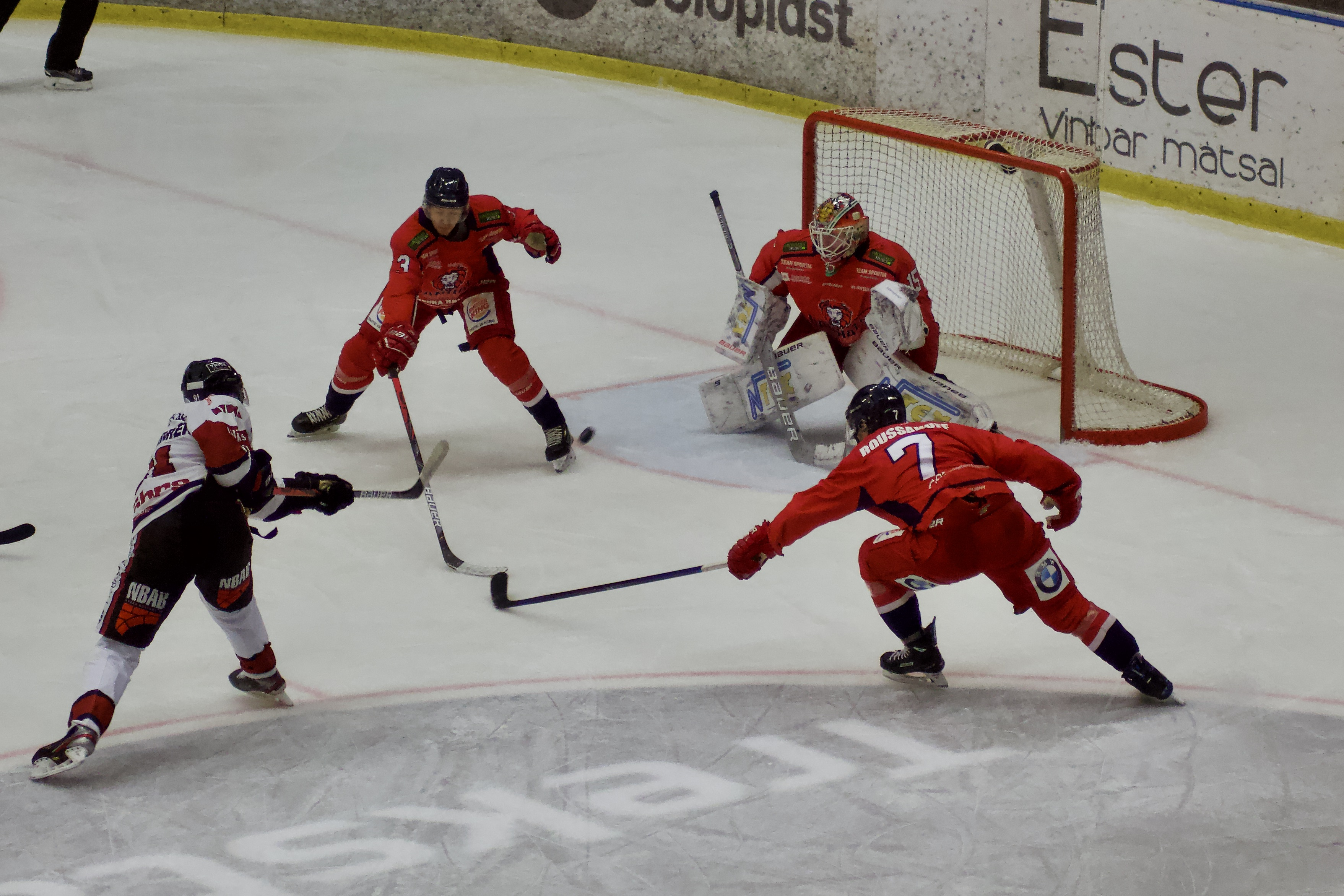
Fredrik Strömgren skjuter mål för Nybro Vikings i match mot Hanhals IF 2019-11-17 i Kungsbacka ishall.

Hockeyettan 2019/2020 var den tredje högsta ishockeydivisionen i Sverige under säsongen och bestod av 46 lag uppdelade i 4 serier; Hockeyettan Norra, Södra, Östra och Västra med 12 lag vardera (10 i den norra serien). De fem främsta lagen från varje grundserie gick vidare till Allettan som spelades i två serier: Norra och Södra. Övriga lag från grundserierna spelade vidare i Vårettan med samma indelning som grundserierna, men utan lagen som gått vidare till Allettan.
Segrarna i Allettan Norra respektive Södra gjorde upp om seriesegern i Hockeyettanfinalen där vinnaren skulle få en plats i kvalserien till Hockeyallsvenskan. Förlorande lag från Hockeyettanfinalen, lag 2–8 från Allettan samt vinnande lag från respektive Vårettan gick vidare till Playoff. De tre segrande lagen från Playoff gick även de gå vidare till Kvalserien. Lag 6–7 från respektive Vårettan spelade kvalserie till nästa säsongs Hockeyettan.
Vid upptaktsträffen en vecka före seriestart presenterades ATG som ny sponsor för ligan. Företaget går in som huvudsponsor för tre år och det officiella namnet på ligan blir ATG Hockeyettan. Avtalet ledde till interna tvister inom Hockeyettan. Boden och Visby valde att sända sina matcher själva och inte genom den avtalade plattformen. I januari säger Boden i en intervju med Norrbottens-Kuriren att de har Svenska Ishockeyförbundets tillstånd att sända själva. I april beslutar Hockeyettan sig för att ta ärendet till skiljenämnd. I slutet av april publicerar Aftonbladets sportjournalist Marcus Leifby en kritisk artikel mot ligaorganisationen Hockeyettan där han undrar vart alla pengar tar vägen. Några dagar senare drar sig ATG ur sponsoravtalet i förtid och debatten ökar i intensitet. Boden och Visby anklagas för att ha saboterat sponsoravtalet och svarar med att anklaga ligaorganisationen för att vara omöjliga att ha med att göra. I detta läge går några klubbar ut med offentligt stöd till ligaorganisationen.
Den 15 mars 2020 beslutade Svenska Ishockeyförbundet officiellt att avbryta säsongen på grund av Coronavirusutbrottet, vilket innebar att resterande kvalspel inte genomfördes och ingen uppflyttning eller nerflyttning skedde mellan serierna. Den norra kvalserien med endast två deltagande lag hade redan spelats färdigt och Svenska Ishockeyförbundet beslutade sig för att erbjuda de båda lagen de vakanta platserna i den norra serien.

## Deltagande lag
Den 29 april 2019 meddelade Svenska Ishockeyförbundet vilka lag som var sportsligt kvalificerade för Hockeyettan 2019/2020 samt en preliminär serieindelning. Beslutet innebar att Nyköping flyttades från den östra till den västra serien och att Tranås flyttades från den västra till den södra serien. Alla tvåorna från kvalserierna flyttades som väntat upp till Hockeyettan, medan Eskilstuna Linden som kvalade sig upp i den östra serien fick spela i den västra och Strömsbro som kvalade till den västra serien fick spela i den östra. Sedan förra säsongen har dessutom Nyköping Gripen Hockey bytt namn till Nyköpings Sportklubb.
Trots beslutet rådde viss osäkerhet om vilka lag som verkligen skulle få spela i Hockeyettan p.g.a. reglerna för elitlicens som innebar att klubbarna behövde ett eget kapital på 200 000 kr. För Hockeyallsvenskan var motsvarande summa 2 miljoner kr. För nyuppflyttade lag gällde förra årets belopp, i detta fall 100 000 respektive 1,5 miljoner kr. En rad lag i Hockeyettan och Hockeyallsvenskan hade inte klarat kraven till förra säsongen och fick då dispens. Sådan dispens kallas kontrollår eller dispensår och kan bara ges en gång under en femårsperiod. Lag som inte klarar de ekonomiska kraven kan flyttas ner en division. Den 31 maj meddelade det hockeyallsvenska laget IK Pantern att de inte klarade de ekonomiska kraven för elitlicens i Hockeyallsvenskan. I deras ställe fick Almtuna tillbaka sin plats i Hockeyallsvenskan. En vecka efter beskedet begärde Pantern sig själva i konkurs, vilket innebar att de inte skulle spela i Hockeyettan heller. Efter Panterns konkurs och Almtunas återkomst till Hockeyallsvenskan fick Hanviken behålla sin plats i Hockeyettan denna säsong. Den 9 juli meddelade Licensnämnden att samtliga 46 lag som var sportsligt kvalificerade för Hockeyettan även klarat kraven på elitlicens. Sex dagar senare meddelade man att samtliga lag i divisionerna över Hockeyettan också fått sin elitlicens samt att det enda laget i Hockeyettan med dispensår denna säsong är Borås HC.
Till den norra serien hölls inget kval inför säsongen. Skälen var flera: serien var ett lag kort redan säsongen 2018/2019 och det enda laget som åkte ur var Asplöven HC som diskvalificerades och inte fick ställa upp i kvalet. Samtidigt avstod lagen i Hockeytvåan att kvala till Hockeyettan. Därför fick serien spelas med endast tio lag.
| Hockeyettan Norra                                                                                         |
| --- |
| Bodens HF Kalix HC Kiruna AIF Kiruna IF Piteå HC SK Lejon Tegs SK Vännäs HC Örnsköldsvik HF Östersunds IK |

| Hockeyettan Västra |
| --- |
| Borlänge HF · Eskilstuna Linden · Forshaga IF · Grums IK · Kumla HC · Köping HC · Lindlövens IF · Malungs IF · Mariestad BoIS · Nyköpings SK · Skövde IK · Surahammars IF |

| Hockeyettan Östra |
| --- |
| Enköpings SK HK · Hammarby IF · Hanvikens SK · Huddinge IK · Hudiksvalls HC · IF Vallentuna BK · Segeltorps IF · Sollentuna HC · Strömsbro IF · Visby/Roma HK · Väsby IK HK · Wings HC |

| Hockeyettan Södra |
| --- |
| Borås HC · Halmstad Hammers HC · Hanhals IF · HC Dalen · IF Troja/Ljungby · Kallinge/Ronneby IF · Kalmar HC · Mörrums GoIS IK · Nybro Vikings IF · Tranås AIF Hockey · Tyringe SoSS · Vimmerby HC |

## Grundserier
Hockeyettans grundserier spelades mellan den 13 september och 11 december 2019. De fem bästa lagen från varje serie gick vidare till Allettan, medan övriga lag gick vidare till vårettan.

### Hockeyettan Norra
Före seriestarten var Boden storfavoriter till seriesegern. Andra lag som nämndes i toppen var Östersund och Piteå. Boden började bäst, men tabellen haltade (d.v.s. lagen hade olika många spelade matcher) och efterhand som Östersund spelade ifatt de matcher de låg efter så steg de i tabellen för att toppa efter tolv spelade matcher. Redan med tre omgångar kvar av serien var de klara för Allettan. Med sig fick de Piteå, Teg samt Boden som inte spelat så bra som förväntat. Sista platsen till Allettan stred de båda Kirunalagen om och i sista omgången avgjordes striden till Kiruna IF:s fördel genom bättre målskillnad. Störst publik drog Boden och Östersund med 988 respektive 966 åskådare per match. Totalt för hela serien låg snittet på 539/match. Under serien lämnade Asplöven walk over i en match mot Kiruna IF och uteslöts senare ur Hockeyettan. Serietabellen räknades om utan Asplövens matcher.
Poängtabell
| Nr | Lag             | S  | V  | ÖV | ÖF | F  | GM | IM | MS  | P  |
| -- | --------------- | -- | -- | -- | -- | -- | -- | -- | --- | -- |
| 1  | Östersunds IK   | 18 | 13 | 0  | 2  | 3  | 67 | 33 | +34 | 41 |
| 2  | Piteå HC        | 18 | 11 | 3  | 1  | 3  | 70 | 37 | +33 | 40 |
| 3  | Tegs SK Hockey  | 18 | 10 | 2  | 2  | 4  | 67 | 47 | +20 | 36 |
| 4  | Bodens HF       | 18 | 10 | 1  | 4  | 3  | 58 | 41 | +17 | 36 |
| 5  | Kiruna IF       | 18 | 7  | 2  | 2  | 7  | 52 | 52 | 0   | 27 |
| 6  | Kiruna AIF      | 18 | 8  | 1  | 1  | 8  | 56 | 62 | −6  | 27 |
| 7  | Kalix HC        | 18 | 7  | 1  | 2  | 8  | 53 | 48 | +5  | 25 |
| 8  | Örnsköldsvik HF | 18 | 3  | 3  | 0  | 12 | 43 | 67 | −24 | 15 |
| 9  | Vännäs HC       | 18 | 3  | 2  | 1  | 12 | 49 | 73 | −24 | 14 |
| 10 | SK Lejon        | 18 | 1  | 2  | 2  | 13 | 30 | 85 | −55 | 9  |
| 11 | Asplöven HC     | 0  | 0  | 0  | 0  | 0  | 0  | 0  | 0   | 0  |

Data är hämtade från Svenska Ishockeyförbundet
Resultattabell
| Hemma \ Borta   | BOD | KAL | KAIF | KIF | PIT | SKL | TEG  | VÄN  | ÖRN | ÖST |
| Bodens HF       | —   | 6–2 | 5–1  | 3–0 | 5–3 | 1–2 | 3–5  | 5–2  | 5–1 | 2–1 |
| Kalix HC        | 3–4 | —   | 5–1  | 5–2 | 2–4 | 5–0 | 5–1  | 3–4  | 4–0 | 3–5 |
| Kiruna AIF      | 4–3 | 4–1 | —    | 4–1 | 1–5 | 5–2 | 2–4  | 4–1  | 5–3 | 3–8 |
| Kiruna IF       | 3–2 | 2–3 | 3–7  | —   | 3–2 | 2–0 | 3–1  | 3–2  | 5–2 | 5–1 |
| Piteå HC        | 1–0 | 3–2 | 3–2  | 3–2 | —   | 5–2 | 1–2  | 10–3 | 4–1 | 2–3 |
| SK Lejon        | 1–4 | 1–3 | 3–5  | 2–6 | 1–4 | —   | 0–11 | 4–3  | 2–3 | 0–8 |
| Tegs SK         | 7–2 | 5–3 | 6–3  | 4–3 | 2–7 | 2–3 | —    | 2–1  | 4–1 | 1–4 |
| Vännäs HC       | 1–5 | 0–3 | 2–3  | 6–4 | 3–5 | 8–2 | 2–1  | —    | 2–6 | 1–3 |
| Örnsköldsvik HF | 1–3 | 2–0 | 4–1  | 3–4 | 1–5 | 4–3 | 3–7  | 4–6  | —   | 3–2 |
| Östersunds IK   | 3–0 | 4–1 | 3–1  | 2–1 | 2–3 | 6–2 | 1–2  | 6–2  | 5–1 | —   |

### Hockeyettan Västra
Innan serien drog igång nämndes Mariestad som favoriter och medan Nyköping, Forshaga och Borlänge också tippades finnas med i toppen. Bäst började dock Lindlöven som ledde serien mellan femte och åttonde omgången, sedan gick Mariestad upp i ledningen. Nederlagstippade Grums överraskade stort och spelade i toppen av serien medan Nyköping och Forshaga inte uppfyllde förväntningarna. Både Forshaga och Nyköping valde också att entlediga sina tränare Per Lundell respektive Fredrik Mällberg. Forshaga anställde istället Dennis Hall, medan Nyköping flyttade upp sin J20-tränare Owe Holmberg. Seriens stora rivaler, Skövde och Mariestad, lockade 2789 åskådare till Billingehov i en match som Skövde vann med 2–1. Redan i den femtonde omgången skiljde det nio poäng mellan Skövde på femteplatsen och Nyköping på sjätteplatsen och även om NSK vann borta mot Skövde med 0–4 var de aldrig nära att ta den sista platsen till Allettan. I botten blev Surahammar stryklag och slutade sist för femte säsongen i rad med rekordfå fyra poäng. Störst publik drog Skövde och Mariestad med 1122 respektive 1082 åskådare per match. Västra serien som helhet hade 437 besökare per match.
Poängtabell
| Nr | Lag                      | S  | V  | ÖV | ÖF | F  | GM | IM  | MS  | P  |
| -- | ------------------------ | -- | -- | -- | -- | -- | -- | --- | --- | -- |
| 1  | Mariestad BoIS HC        | 22 | 16 | 1  | 3  | 2  | 89 | 45  | +44 | 53 |
| 2  | Borlänge HF              | 22 | 16 | 0  | 0  | 6  | 80 | 49  | +31 | 48 |
| 3  | Grums IK                 | 22 | 13 | 3  | 1  | 5  | 73 | 55  | +18 | 46 |
| 4  | Lindlövens IF            | 22 | 12 | 1  | 4  | 5  | 81 | 61  | +20 | 42 |
| 5  | Skövde IK                | 22 | 10 | 4  | 1  | 7  | 73 | 58  | +15 | 39 |
| 6  | Nyköpings SK             | 22 | 9  | 1  | 3  | 9  | 77 | 72  | +5  | 32 |
| 7  | Forshaga IF              | 22 | 9  | 2  | 1  | 10 | 65 | 60  | +5  | 32 |
| 8  | Eskilstuna Linden Hockey | 22 | 9  | 2  | 0  | 11 | 64 | 65  | −1  | 31 |
| 9  | Malungs IF               | 22 | 7  | 2  | 2  | 11 | 62 | 77  | −15 | 27 |
| 10 | Köping HC                | 22 | 6  | 3  | 2  | 11 | 56 | 78  | −22 | 26 |
| 11 | Kumla HC Black Bulls     | 22 | 5  | 0  | 1  | 16 | 53 | 87  | −34 | 16 |
| 12 | Surahammars IF           | 22 | 1  | 0  | 1  | 20 | 44 | 110 | −66 | 4  |

Data är hämtade från Svenska Ishockeyförbundet
Resultattabell
| Hemma \ Borta            | BOR | ESK | FOR | GRU | KUM | KÖP | LIN | MAL | MAR | NYK | SIK | SUR |
| Borlänge HF              | —   | 6–3 | 6–3 | 3–4 | 3–0 | 6–2 | 5–3 | 8–2 | 0–3 | 7–3 | 4–2 | 4–2 |
| Eskilstuna Linden Hockey | 0–2 | —   | 3–0 | 2–1 | 7–4 | 2–3 | 2–6 | 4–2 | 0–6 | 6–2 | 4–6 | 3–2 |
| Forshaga IF              | 4–1 | 3–4 | —   | 2–1 | 4–1 | 6–1 | 1–4 | 4–3 | 1–3 | 2–1 | 2–1 | 5–3 |
| Grums IK                 | 2–1 | 3–1 | 3–2 | —   | 3–1 | 3–2 | 1–4 | 2–6 | 6–2 | 4–3 | 4–1 | 4–1 |
| Kumla HC Black Bulls     | 2–4 | 3–2 | 0–6 | 0–5 | —   | 1–2 | 3–6 | 6–2 | 0–4 | 4–1 | 2–3 | 8–2 |
| Köping HC                | 1–3 | 4–3 | 2–5 | 2–3 | 2–1 | —   | 3–6 | 1–6 | 1–7 | 3–4 | 2–3 | 5–1 |
| Lindlövens IF            | 1–2 | 2–1 | 3–1 | 4–5 | 6–5 | 1–4 | —   | 5–2 | 3–4 | 3–2 | 3–4 | 3–0 |
| Malungs IF               | 1–4 | 2–4 | 3–2 | 2–4 | 6–3 | 4–3 | 2–3 | —   | 4–2 | 0–3 | 2–4 | 6–2 |
| Mariestad BoIS HC        | 4–2 | 2–1 | 3–0 | 6–3 | 5–2 | 2–3 | 5–3 | 6–0 | —   | 5–4 | 3–4 | 4–3 |
| Nyköpings SK             | 2–5 | 3–5 | 4–2 | 7–4 | 3–2 | 2–3 | 5–4 | 6–2 | 1–5 | —   | 2–5 | 7–0 |
| Skövde IK                | 4–2 | 2–3 | 4–3 | 2–3 | 8–1 | 6–2 | 3–2 | 0–1 | 2–1 | 0–4 | —   | 6–4 |
| Surahammars IF           | 1–2 | 1–4 | 6–7 | 1–5 | 3–4 | 3–5 | 1–6 | 1–4 | 2–7 | 1–8 | 4–3 | —   |

### Hockeyettan Östra
Huddinge var allmänt tippade som favoriter före säsongsstart. Andra lag som nämndes som topplag var Hudiksvall, Visby och Väsby. Det var Hudiksvall som började bäst och gick upp i serieledning direkt och höll den sedan. Huddinge däremot överraskade negativt genom att hålla sig långt ner i serien. Under andra halvan av serien vände trenden uppåt för Huddinge och de avslutade säsongen med tolv raka segrar och tog en plats i Allettan trots allt. Även Hammarby överraskade negativt och vann sin första match så sent om i åttonde omgången. De negativa resultaten fortsatte hela hösten och klubben beslöt att sparka tränaren Tommy Latva och lät sportchefen Benny Rönnelöw ta över tränaruppdraget. Nykomlingen Wings samt Strömsbro överraskade däremot positivt med placeringar på den övre halvan av tabellen, de kunde dock inte hålla placeringarna serien ut. Wings blev inblandade i striden om sista platsen till Allettan som avgjordes först i sista omgången där man vann sin sista match, men det hjälpte inte då Vallentuna samtidigt vann sin match. Serien vanns av Väsby som tillsammans med Visby, Hudiksvall, Huddinge och Vallentuna fick platserna till Allettan. Högsta publiksnittet hade Visby med 794 besökare per match. Totalt hade den östra serien 310 personer på läktaren per match.
Poängtabell
| Nr | Lag              | S  | V  | ÖV | ÖF | F  | GM  | IM  | MS  | P  |
| -- | ---------------- | -- | -- | -- | -- | -- | --- | --- | --- | -- |
| 1  | Väsby IK HK      | 22 | 13 | 4  | 1  | 4  | 94  | 53  | +41 | 48 |
| 2  | Visby/Roma HK    | 22 | 14 | 2  | 2  | 4  | 79  | 46  | +33 | 48 |
| 3  | Hudiksvalls HC   | 22 | 14 | 1  | 3  | 4  | 69  | 45  | +24 | 47 |
| 4  | Huddinge IK      | 22 | 12 | 4  | 0  | 6  | 104 | 52  | +52 | 44 |
| 5  | IF Vallentuna BK | 22 | 12 | 0  | 3  | 7  | 76  | 62  | +14 | 39 |
| 6  | Wings HC Arlanda | 22 | 10 | 3  | 1  | 8  | 73  | 65  | +8  | 37 |
| 7  | Strömsbro IF     | 22 | 8  | 2  | 3  | 9  | 76  | 90  | −14 | 31 |
| 8  | Sollentuna HC    | 22 | 6  | 1  | 5  | 10 | 56  | 75  | −19 | 25 |
| 9  | Hanvikens SK     | 22 | 6  | 2  | 3  | 11 | 63  | 92  | −29 | 25 |
| 10 | Enköpings SK HK  | 22 | 5  | 3  | 2  | 12 | 68  | 88  | −20 | 23 |
| 11 | Segeltorps IF    | 22 | 3  | 3  | 0  | 16 | 56  | 100 | −44 | 15 |
| 12 | Hammarby IF      | 22 | 3  | 1  | 3  | 15 | 51  | 97  | −46 | 14 |

Data är hämtade från Svenska Ishockeyförbundet
Resultattabell
| Hemma \ Borta    | ENK | HAM | HAN | HIK  | HHC | IFV | SEG | SOL | STR | VIS | VÄS | WIN |
| Enköpings SK HK  | —   | 3–2 | 4–6 | 2–5  | 2–4 | 4–3 | 3–4 | 3–2 | 2–5 | 4–5 | 2–4 | 4–0 |
| Hammarby IF      | 1–6 | —   | 5–3 | 2–8  | 1–2 | 5–3 | 5–8 | 1–3 | 5–9 | 1–7 | 3–4 | 1–4 |
| Hanvikens SK     | 4–5 | 3–2 | —   | 0–10 | 1–6 | 4–2 | 3–0 | 1–2 | 4–5 | 4–3 | 1–3 | 5–3 |
| Huddinge IK      | 4–2 | 4–3 | 8–2 | —    | 2–3 | 3–2 | 8–0 | 4–3 | 8–1 | 1–4 | 4–3 | 7–1 |
| Hudiksvalls HC   | 5–4 | 5–1 | 2–1 | 1–2  | —   | 2–4 | 5–3 | 5–0 | 1–2 | 2–1 | 2–3 | 1–2 |
| IF Vallentuna BK | 1–2 | 6–3 | 5–3 | 4–2  | 0–5 | —   | 6–3 | 2–3 | 4–2 | 2–5 | 4–0 | 5–6 |
| Segeltorps IF    | 5–3 | 0–3 | 2–6 | 5–4  | 0–5 | 2–5 | —   | 4–3 | 3–6 | 1–3 | 3–4 | 2–4 |
| Sollentuna HC    | 2–3 | 6–1 | 5–2 | 1–6  | 3–4 | 2–5 | 3–1 | —   | 3–4 | 4–5 | 1–4 | 3–4 |
| Strömsbro IF     | 6–4 | 3–4 | 4–5 | 4–2  | 3–5 | 1–5 | 3–4 | 4–2 | —   | 4–1 | 4–8 | 1–2 |
| Visby/Roma HK    | 5–3 | 2–1 | 1–0 | 6–3  | 1–2 | 1–2 | 9–3 | 3–0 | 6–0 | —   | 3–2 | 2–1 |
| Väsby IK HK      | 9–0 | 3–0 | 7–3 | 1–6  | 6–0 | 3–2 | 4–0 | 7–2 | 6–2 | 5–4 | —   | 4–7 |
| Wings HC Arlanda | 6–3 | 5–1 | 8–2 | 2–3  | 3–2 | 1–4 | 5–3 | 2–3 | 6–3 | 1–2 | 0–4 | —   |

### Hockeyettan Södra
Den södra serien omtalades före säsongsstart för att ha flera hårdsatsande lag och många som gjorde anspråk på att ta sig vidare till Allettan. De flesta höll Troja som favoriter medan Tranås, Kalmar och Nybro nämndes i serietoppen. Stor uppmärksamhet fick Mörrum när de sparkade sin tränare Sergej Zjukov redan under försäsongen. Troja började, som väntat bäst medan Nybro förlorade det inledande derbyt mot Kalmar. Därefter tog de sju raka segrar och i halvvägs genom serien alternerade de med Troja i serieledning och i sista omgången avgick de med seriesegern efter vinst hemma mot Mörrum samtidigt tom Troja förlorade mot Hanhals. Den största överraskningen var nederlagstippade Halmstad som tippats på nedflyttningsplats men som gick upp till tredjeplatsen i femtonde omgången. Mot slutet av serien veknade de lite och var nära att förlora allettanplatsen till Kalmar. I sista omgången klarade de sig trots allt genom bortavinst i Borås. Istället var det överraskande Kalmar som misslyckades med att nå allettan. I Kalmar var man tidigt missnöjda med lagets utveckling och redan i oktober sa man upp tränaren Lenny Eriksson och lät assisterande tränaren Andreas Holfelt ta över. Även Vimmerby hade en misslyckad säsong och sa upp sin tränare Peter Nordström efter bara sex matcher och återanställde tidigare tränaren Phil Horsky. Borås blev av med sin tränare, Janne Ericsson, efter att han skadats på en träning. Publiksiffrorna var höga i den södra serien. Nybro hade det högsta snittet i hela Hockeyettan med 1584 åskådare per match följda av Troja med 1391. Genomsnittet för hela serien var 798 personer per match.
Poängtabell
| Nr | Lag                 | S  | V  | ÖV | ÖF | F  | GM | IM  | MS  | P  |
| -- | ------------------- | -- | -- | -- | -- | -- | -- | --- | --- | -- |
| 1  | Nybro Vikings IF    | 22 | 14 | 4  | 1  | 3  | 75 | 48  | +27 | 51 |
| 2  | IF Troja/Ljungby    | 22 | 14 | 2  | 1  | 5  | 83 | 47  | +36 | 47 |
| 3  | Kallinge/Ronneby IF | 22 | 14 | 0  | 3  | 5  | 82 | 58  | +24 | 45 |
| 4  | Tranås AIF IF       | 22 | 12 | 1  | 3  | 6  | 73 | 62  | +11 | 41 |
| 5  | Halmstad Hammers HC | 22 | 11 | 2  | 2  | 7  | 70 | 68  | +2  | 39 |
| 6  | Kalmar HC           | 22 | 11 | 1  | 3  | 7  | 68 | 56  | +12 | 38 |
| 7  | Mörrums GoIS IK     | 22 | 8  | 2  | 3  | 9  | 80 | 77  | +3  | 31 |
| 8  | Vimmerby HC         | 22 | 8  | 2  | 3  | 9  | 67 | 66  | +1  | 31 |
| 9  | HC Dalen            | 22 | 6  | 3  | 2  | 11 | 62 | 71  | −9  | 26 |
| 10 | Borås HC            | 22 | 6  | 2  | 0  | 14 | 71 | 88  | −17 | 22 |
| 11 | Hanhals IF          | 22 | 2  | 4  | 2  | 14 | 57 | 90  | −33 | 16 |
| 12 | Tyringe SoSS        | 22 | 1  | 2  | 2  | 17 | 48 | 105 | −57 | 9  |

Data är hämtade från Svenska Ishockeyförbundet
Resultattabell
| Hemma \ Borta       | BOR | HAL | HAN | HCD | IFT | KRIF | KHC | MÖR | NYB | TRA | TYR  | VIM |
| Borås HC            | —   | 3–4 | 6–5 | 6–1 | 2–9 | 4–5  | 2–6 | 3–5 | 2–3 | 2–5 | 5–2  | 3–2 |
| Halmstad Hammers HC | 7–4 | —   | 5–4 | 2–5 | 1–0 | 1–0  | 1–5 | 1–3 | 0–1 | 4–3 | 5–3  | 4–2 |
| Hanhals IF          | 4–6 | 1–4 | —   | 4–3 | 5–3 | 1–7  | 3–2 | 1–5 | 1–3 | 2–3 | 2–5  | 2–3 |
| HC Dalen            | 2–5 | 4–3 | 2–0 | —   | 1–2 | 2–5  | 1–3 | 4–3 | 0–3 | 4–2 | 3–4  | 2–0 |
| IF Troja/Ljungby    | 0–1 | 6–3 | 5–2 | 4–3 | —   | 4–2  | 3–2 | 6–3 | 2–3 | 4–1 | 5–2  | 3–2 |
| Kallinge/Ronneby IF | 4–1 | 6–8 | 3–2 | 6–3 | 4–2 | —    | 3–1 | 3–4 | 1–2 | 5–3 | 3–1  | 1–2 |
| Kalmar HC           | 4–2 | 2–3 | 3–4 | 4–3 | 1–2 | 3–2  | —   | 1–2 | 3–2 | 5–4 | 3–1  | 3–1 |
| Mörrums GoIS IK     | 6–3 | 6–3 | 6–7 | 3–5 | 5–6 | 1–2  | 6–5 | —   | 4–5 | 2–4 | 7–4  | 1–4 |
| Nybro Vikings IF    | 3–2 | 3–5 | 4–0 | 1–2 | 0–6 | 6–4  | 4–2 | 2–1 | —   | 5–2 | 8–2  | 5–1 |
| Tranås AIF Hockey   | 5–4 | 5–2 | 4–1 | 2–1 | 3–1 | 3–4  | 2–0 | 4–1 | 3–4 | —   | 4–3  | 4–6 |
| Tyringe SoSS        | 3–4 | 0–3 | 2–3 | 2–8 | 0–7 | 2–5  | 2–5 | 1–6 | 2–3 | 1–3 | —    | 4–3 |
| Vimmerby HC         | 3–1 | 2–1 | 6–3 | 7–3 | 1–3 | 2–7  | 3–5 | 3–0 | 3–5 | 1–4 | 10–2 | —   |

## Allettan
De fem främsta lagen från varje grundserie gick vidare till Allettan efter jul. Allettan bestod av totalt 20 lag indelade i två serier, norra och södra, med tio lag vardera. Varje lag mötte de andra lagen i sin serie två gånger, en gång hemma och en gång borta. De två Allettansegrarna möttes sedan i Hockeyettanfinalen för att göra upp om en plats i kvalserien till Hockeyallsvenskan. Förloraren av Hockeyettanfinalen samt lag 2 och 3 spelade vidare i Playoff 2. Lag 4–8 gick till Playoff 1 medan lag 9 och 10 har spelat färdigt för säsongen.

### Allettan Norra
Serien spelades mellan den 27 december 2019 och 19 februari 2020. Inför seriestarten nämndes Östersund och Boden som favoriter till topplaceringarna. De elva första omgångarna ledde Hudiksvall serien sedan alternerade Borlänge och Väsby på ledningen tills Väsby kunde avgöra i sista omgången och ta hem platsen i Hockeyettanfinalen. Borlänge och Hudiksvall tog platserna till Playoff 2, medan Kiruna och Vallentuna missade Playoff helt. Övriga lag gick vidare till Playoff 1. Störst publik drog Östersund med i genomsnitt 1 208 åskådare. Inga andra lag drog över 1 000 personer per match. I snitt för hela serien kom 603 åskådare mer match.
Poängtabell
| Nr | Lag              | S  | V  | ÖV | ÖF | F  | GM | IM | MS  | P  |
| -- | ---------------- | -- | -- | -- | -- | -- | -- | -- | --- | -- |
| 1  | Väsby IK HK      | 18 | 12 | 3  | 2  | 1  | 61 | 34 | +27 | 44 |
| 2  | Borlänge HF      | 18 | 13 | 1  | 1  | 3  | 67 | 42 | +25 | 42 |
| 3  | Hudiksvalls HC   | 18 | 11 | 1  | 1  | 5  | 78 | 47 | +31 | 36 |
| 4  | Östersunds IK    | 18 | 11 | 0  | 0  | 7  | 45 | 38 | +7  | 33 |
| 5  | Bodens HF        | 18 | 10 | 0  | 2  | 6  | 37 | 32 | +5  | 32 |
| 6  | Lindlövens IF    | 18 | 7  | 2  | 2  | 7  | 59 | 53 | +6  | 27 |
| 7  | Piteå HC         | 18 | 4  | 3  | 3  | 8  | 48 | 56 | −8  | 21 |
| 8  | Tegs SK Hockey   | 18 | 3  | 2  | 2  | 11 | 43 | 65 | −22 | 15 |
| 9  | Kiruna IF        | 18 | 2  | 2  | 1  | 13 | 35 | 68 | −33 | 11 |
| 10 | IF Vallentuna BK | 18 | 3  | 0  | 0  | 15 | 44 | 82 | −38 | 9  |

Tabellens data är hämtade från Svenska Ishockeyförbundet.
Resultattabell
| Hemma \ Borta    | BOD | BOR | HUD | IFV | KIF | LIN | PIT | TEG | VÄS | ÖST |
| Bodens HF        | —   | 0–3 | 3–4 | 3–0 | 3–0 | 3–1 | 1–2 | 3–2 | 0–2 | 3–0 |
| Borlänge HF      | 5–2 | —   | 2–3 | 7–5 | 4–1 | 2–0 | 5–2 | 5–1 | 3–2 | 4–1 |
| Hudiksvalls HC   | 1–4 | 7–3 | —   | 8–4 | 6–3 | 4–5 | 4–1 | 8–1 | 4–5 | 5–3 |
| IF Vallentuna BK | 2–3 | 1–4 | 1–5 | —   | 4–0 | 4–5 | 5–6 | 3–1 | 3–7 | 1–3 |
| Kiruna IF        | 0–4 | 2–3 | 0–4 | 7–2 | —   | 0–2 | 5–4 | 3–2 | 0–4 | 3–5 |
| Lindlövens IF    | 0–1 | 2–3 | 3–5 | 1–3 | 8–2 | —   | 5–4 | 6–3 | 4–5 | 2–4 |
| Piteå HC         | 1–2 | 5–4 | 3–2 | 5–2 | 2–3 | 3–1 | —   | 1–2 | 4–3 | 3–4 |
| Tegs SK Hockey   | 3–1 | 3–5 | 2–6 | 8–2 | 5–4 | 1–5 | 3–2 | —   | 2–3 | 1–2 |
| Väsby IK HK      | 4–0 | 3–2 | 2–1 | 4–0 | 3–2 | 4–5 | 1–0 | 4–3 | —   | 3–1 |
| Östersunds IK    | 2–1 | 2–3 | 2–1 | 5–2 | 3–0 | 2–4 | 4–0 | 2–0 | 0–2 | —   |

### Allettan Södra
Serien spelades mellan den 28 december 2019 och 19 februari 2020. Innan serien inleddes nämndes Troja som seriefavorit främst utmanade av Mariestad. I den fjärde omgången var det dock Kallinge som gick upp i ledningen. De följdes av Halmstad som tog ledningen halvvägs genom serien som då var mycket jämn. Mellan de sju främsta lagen skiljde endast fem poäng. Inför sista omgången ledde Halmstad en poäng före Nybro, som i sin tur låg en poäng före Huddinge. Ytterligare en poäng bakom låg Mariestad och Troja. Fem lag hade alltså möjlighet att vinna serien. Halmstad, som vid säsongens början varit bottentippade, kunde dock hålla undan och vann sensationellt Allettan Södra och tog platsen till Hockeyettanfinalen. Huddinge och Mariestad tog platserna till Playoff 2, medan Skövde och Grums missade Playoff. Övriga lag gick vidare till Playoff 1. Störst publik drog Halmstad med i genomsnitt 1 838 åskådare per match. Flera andra lag hade också ett snitt på över 1 000 personer på läktaren: Nybro 1 684, Troja 1 654, Skövde 1 488, Mariestad 1 336 och Visby/Roma 1 012 åskådare. Genomsnittet för hela serien var 1 141 besökare per match.
Poängtabell
| Nr | Lag                 | S  | V  | ÖV | ÖF | F  | GM | IM | MS  | P  |
| -- | ------------------- | -- | -- | -- | -- | -- | -- | -- | --- | -- |
| 1  | Halmstad Hammers HC | 18 | 11 | 1  | 0  | 6  | 55 | 44 | +11 | 35 |
| 2  | Huddinge IK         | 18 | 10 | 1  | 2  | 5  | 62 | 54 | +8  | 34 |
| 3  | Mariestad BoIS HC   | 18 | 9  | 2  | 2  | 5  | 51 | 39 | +12 | 33 |
| 4  | IF Troja/Ljungby    | 18 | 9  | 2  | 2  | 5  | 55 | 44 | +11 | 33 |
| 5  | Nybro Vikings IF    | 18 | 8  | 4  | 0  | 6  | 58 | 40 | +18 | 32 |
| 6  | Kallinge/Ronneby IF | 18 | 8  | 0  | 4  | 6  | 59 | 60 | −1  | 28 |
| 7  | Tranås AIF IF       | 18 | 8  | 1  | 0  | 9  | 48 | 47 | +1  | 26 |
| 8  | Visby/Roma HK       | 18 | 4  | 3  | 1  | 10 | 48 | 58 | −10 | 19 |
| 9  | Skövde IK           | 18 | 5  | 1  | 1  | 11 | 59 | 69 | −10 | 18 |
| 10 | Grums IK            | 18 | 3  | 0  | 3  | 12 | 30 | 70 | −40 | 12 |

Tabellens data är hämtade från Svenska Ishockeyförbundet.
Resultattabell
| Hemma \ Borta       | GRU | HAL | HUD | IFT | KAL | MAR | NIF | SKÖ  | TRA | VIS |
| Grums IK            | —   | 1–7 | 1–4 | 2–3 | 4–1 | 1–5 | 1–2 | 2–12 | 0–2 | 2–3 |
| Halmstad Hammers HC | 3–0 | —   | 3–4 | 3–5 | 2–1 | 3–1 | 4–3 | 4–1  | 2–1 | 3–6 |
| Huddinge IK         | 4–1 | 5–2 | —   | 2–1 | 1–6 | 4–2 | 2–3 | 7–4  | 2–3 | 3–1 |
| IF Troja-Ljungby    | 4–0 | 5–1 | 5–3 | —   | 3–4 | 0–3 | 2–3 | 4–1  | 0–3 | 3–0 |
| Kallinge/Ronneby IF | 5–2 | 2–3 | 2–4 | 3–4 | —   | 5–4 | 3–4 | 4–1  | 5–4 | 4–1 |
| Mariestad BoIS HC   | 1–3 | 3–1 | 4–1 | 3–1 | 3–2 | —   | 2–1 | 6–2  | 0–2 | 3–4 |
| Nybro Vikings IF    | 3–2 | 3–4 | 5–2 | 4–1 | 5–2 | 2–3 | —   | 3–2  | 4–5 | 0–2 |
| Skövde IK           | 1–4 | 1–4 | 5–6 | 4–5 | 6–2 | 2–3 | 1–5 | —    | 5–3 | 4–3 |
| Tranås AIF IF       | 5–2 | 1–2 | 0–4 | 3–5 | 5–3 | 2–3 | 1–4 | 1–3  | —   | 4–2 |
| Visby/Roma HK       | 5–2 | 1–4 | 6–4 | 2–4 | 4–5 | 3–2 | 1–4 | 3–4  | 1–3 | —   |

## Vårettan
Vårettan bestod av de 26 lag som inte kvalificerat sig för Allettan. De var indelade i samma fyra serier som grundserierna, sju lag i varje med undantag för den norra Vårettan som spelades med endast fem lag. Varje lag mötte de andra lagen i sin serie tre gånger, minst en gång hemma och en gång borta. När serien började tilldelades lagen bonuspoäng efter sin placering i grundserien. Näst sista placeringen gav en poäng. De lag som placerade sig bättre fick ytterligare en poäng per placering. Vårserierna startade den 28 december 2019 och avslutades den 20 februari 2020. De lag som vann respektive serie gick vidare till Playoff 1. De lag som placerade sig 2–5 hade spelat färdigt för säsongen medan lag 6 och 7 måste spela kvalserie med lag från Hockeytvåan för att återkvalificera sig.

### Vårettan Norra
Kvalificerade lag var Kiruna AIF (4 bonuspoäng), Kalix (3 bonuspoäng), Örnsköldsvik (2 bonuspoäng), Vännäs (1 bonuspoäng) samt SK Lejon (inga bonuspoäng). Kiruna tog ledning direkt och höll sig sedan i toppen genom hela serien med Kalix som enda utmanare. Den 13 februari var de klara för playoff efter seger mot just Kalix. Inga lag från den norra serien behövde kvala då serien spelades med två lag kort.
Poängtabell
| Nr | Lag              | S  | V  | ÖV | ÖF | F  | GM | IM | MS  | P  |
| -- | ---------------- | -- | -- | -- | -- | -- | -- | -- | --- | -- |
| 1  | Kiruna AIF       | 12 | 10 | 1  | 0  | 1  | 59 | 23 | +36 | 36 |
| 2  | Kalix HC         | 12 | 7  | 0  | 0  | 5  | 38 | 35 | +3  | 24 |
| 3  | Örnsköldsviks HF | 12 | 6  | 1  | 0  | 5  | 34 | 41 | −7  | 22 |
| 4  | SK Lejon         | 12 | 3  | 0  | 2  | 7  | 23 | 40 | −17 | 11 |
| 5  | Vännäs HC        | 12 | 2  | 0  | 0  | 10 | 30 | 45 | −15 | 7  |

Tabellens data är hämtade från Svenska Ishockeyförbundet.
Resultattabell
| Hemma \ Borta    | KAL     | KAIF    | SKL     | VÄN     | ÖRN     |
| Kalix HC         | —       | 3–6     | 4–2     | 2–0 6–3 | 5–2 4–5 |
| Kiruna AIF       | 4–3 7–2 | —       | 4–1     | 5–1 3–1 | 4–1     |
| SK Lejon         | 1–2 1–4 | 1–2 1–6 | —       | 3–1     | 2–3     |
| Vännäs HC        | 2–3     | 5–9     | 2–3 5–1 | —       | 4–0 3–6 |
| Örnsköldsviks HF | 2–0     | 3–1 1–8 | 2–3 5–4 | 4–3     | —       |

### Vårettan Västra
Kvalificerade lag var Nyköping (6 bonuspoäng), Forshaga (5 bonuspoäng), Eskilstuna Linden (4 bonuspoäng), Malung (3 bonuspoäng), Köping (2 bonuspoäng), Kumla (1 bonuspoäng) samt Surahammar (inga bonuspoäng). Nyköping ledde serien och Surahammar låg sist från start till mål. Nyköpings seger gav dem en plats i Playoff 1, medan Surahammar för sjätte raka säsongen slutade sist med sina rekordfå två poäng och tvingades till kval. Med sig i kvalet fick de Malung.
Poängtabell
| Nr | Lag                      | S  | V  | ÖV | ÖF | F  | GM | IM | MS  | P  |
| -- | ------------------------ | -- | -- | -- | -- | -- | -- | -- | --- | -- |
| 1  | Nyköpings SK             | 18 | 11 | 2  | 1  | 4  | 77 | 32 | +45 | 44 |
| 2  | Eskilstuna Linden Hockey | 18 | 9  | 2  | 3  | 4  | 63 | 52 | +11 | 38 |
| 3  | Forshaga IF              | 18 | 10 | 1  | 1  | 6  | 57 | 47 | +10 | 38 |
| 4  | Köping HC                | 18 | 10 | 0  | 2  | 6  | 46 | 47 | −1  | 34 |
| 5  | Kumla HC Black Bulls     | 18 | 8  | 1  | 1  | 8  | 52 | 44 | +8  | 28 |
| 6  | Malungs IF               | 18 | 5  | 3  | 2  | 8  | 50 | 59 | −9  | 26 |
| 7  | Surahammars IF           | 18 | 0  | 1  | 0  | 17 | 27 | 91 | −64 | 2  |

Tabellens data är hämtade från Svenska Ishockeyförbundet.
Resultattabell
| Hemma \ Borta            | ESK     | FOR      | KUM     | KÖP     | MAL     | NSK     | SUR     |
| Eskilstuna Linden Hockey | —       | 1–3 3–2  | 1–5     | 6–2 4–5 | 2–3     | 4–1     | 6–5 7–2 |
| Forshaga IF              | 2–4     | —        | 3–2     | 1–2 5–3 | 3–2 4–3 | 4–1     | 8–0 4–0 |
| Kumla HC Black Bulls     | 4–2 1–3 | 4–1 1–4  | —       | 4–3     | 1–3     | 2–1 2–5 | 6–2     |
| Köping HC                | 0–1     | 2–1      | 3–1 3–2 | —       | 1–5 2–1 | 1–2     | 2–0 4–3 |
| Malungs IF               | 3–2 6–5 | 3–4      | 4–2 2–7 | 1–7     | —       | 2–5 1–7 | 3–4     |
| Nyköpings SK             | 2–3     | 3–1 11–1 | 3–2     | 7–3 2–1 | 2–0     | —       | 11–1    |
| Surahammars IF           | 4–6     | 2–6      | 1–5 0–1 | 1–2     | 0–6 1–2 | 1–4 0–8 | —       |

### Vårettan Östra
Kvalificerade lag var Wings (6 bonuspoäng), Strömsbro (5 bonuspoäng), Sollentuna (4 bonuspoäng), Hanviken (3 bonuspoäng), Enköping (2 bonuspoäng), Segeltorp (1 bonuspoäng) samt Hammarby (inga bonuspoäng). Serien leddes omväxlande av Wings och Strömsbro, men mot slutet av serien drog Strömsbro ifrån med några poäng och kunde säkra seriesegern och platsen i Playoff. Kvalplatserna gick till Hanviken och Hammarby. För Hammarbys del avgjordes det i sista omgången där man förlorade borta mot Enköping som annars tvingats till kval.
| Nr | Lag              | S  | V  | ÖV | ÖF | F  | GM | IM | MS  | P  |
| -- | ---------------- | -- | -- | -- | -- | -- | -- | -- | --- | -- |
| 1  | Strömsbro IF     | 18 | 11 | 1  | 1  | 5  | 80 | 57 | +23 | 41 |
| 2  | Wings HC Arlanda | 18 | 9  | 2  | 0  | 7  | 62 | 57 | +5  | 37 |
| 3  | Sollentuna HC    | 18 | 8  | 1  | 1  | 8  | 51 | 60 | −9  | 31 |
| 4  | Segeltorps IF    | 18 | 8  | 1  | 1  | 8  | 52 | 51 | +1  | 28 |
| 5  | Enköpings SK HK  | 18 | 8  | 0  | 0  | 10 | 60 | 58 | +2  | 26 |
| 6  | Hammarby IF      | 18 | 7  | 1  | 3  | 7  | 52 | 50 | +2  | 26 |
| 7  | Hanvikens SK     | 18 | 6  | 0  | 0  | 12 | 40 | 64 | −24 | 21 |

Tabellens data är hämtade från Svenska Ishockeyförbundet.
Resultattabell
| Hemma \ Borta    | ENK     | HAM     | HAN     | SEG     | SOL      | STR     | WIN     |
| Enköpings SK HK  | —       | 3–4 5–2 | 6–0     | 1–3     | 2–5 3–6  | 3–4 2–5 | 6–5     |
| Hammarby IF      | 1–3     | —       | 4–2 6–4 | 1–2 2–1 | 3–4      | 5–2     | 2–3 4–1 |
| Hanvikens SK     | 1–4 2–1 | 1–5     | —       | 2–1     | 1–2      | 5–2 5–8 | 0–1 2–3 |
| Segeltorps IF    | 3–6 4–3 | 3–2     | 2–4 6–2 | —       | 2–3      | 2–6     | 5–2 2–4 |
| Sollentuna HC    | 4–0     | 1–5 2–0 | 1–2 2–5 | 0–5 1–2 | —        | 2–5     | 4–5     |
| Strömsbro IF     | 2–4     | 3–1 6–2 | 5–2     | 2–5 5–2 | 5–4 10–1 | —       | 4–5     |
| Wings HC Arlanda | 4–3 3–5 | 4–3     | 5–0     | 5–2     | 2–5 3–4  | 1–5 6–1 | —       |

### Vårettan Södra
Kvalificerade lag var Kalmar (6 bonuspoäng), Mörrum (5 bonuspoäng), Vimmerby (4 bonuspoäng), Dalen (3 bonuspoäng), Borås (2 bonuspoäng), Hanhals (1 bonuspoäng) och Tyringe (inga bonuspoäng). Vimmerby, som fått tillbaka sin tidigare tränare Phil Horsky, spelade betydligt bättre än under hösten. Ganska snart gick de upp i serieledning och halvvägs genom serien ledde de med 10 poäng. Det var sedan aldrig någon tvekan om vilka som skulle ta playoff-platsen. Tyringe fortsatte vara seriens stryklag och placerade sig klart sist. Med sig till kvalserien fick de Borås HC.
Poängtabell
| Nr | Lag             | S  | V  | ÖV | ÖF | F  | GM | IM | MS  | P  |
| -- | --------------- | -- | -- | -- | -- | -- | -- | -- | --- | -- |
| 1  | Vimmerby HC     | 18 | 15 | 0  | 1  | 2  | 72 | 34 | +38 | 50 |
| 2  | Kalmar HC       | 18 | 12 | 0  | 0  | 6  | 78 | 41 | +37 | 42 |
| 3  | HC Dalen        | 18 | 9  | 1  | 1  | 7  | 50 | 47 | +3  | 33 |
| 4  | Mörrums GoIS IK | 18 | 6  | 2  | 1  | 9  | 52 | 60 | −8  | 28 |
| 5  | Hanhals IF      | 18 | 8  | 1  | 0  | 9  | 41 | 57 | −16 | 27 |
| 6  | Borås HC        | 18 | 4  | 1  | 1  | 12 | 47 | 65 | −18 | 17 |
| 7  | Tyringe SoSS    | 18 | 3  | 1  | 2  | 12 | 35 | 71 | −36 | 13 |

Tabellens data är hämtade från Svenska Ishockeyförbundet.
Resultattabell
| Hemma \ Borta   | BOR     | HAN     | HCD     | KAL     | MÖR     | TYR     | VIM     |
| Borås HC        | —       | 1–3 2–3 | 3–5     | 1–3     | 7–2 4–3 | 1–4     | 4–2 1–6 |
| Hanhals IF      | 3–2     | —       | 4–1     | 2–7 1–7 | 0–4 2–5 | 5–2     | 2–5 1–4 |
| HC Dalen        | 6–5 1–2 | 1–2 0–1 | —       | 4–1     | 4–1     | 2–3 4–1 | 0–4     |
| Kalmar HC       | 3–1 7–1 | 4–2     | 2–3 6–4 | —       | 2–3 4–2 | 7–1     | 3–5     |
| Mörrums GoIS IK | 7–3     | 0–2     | 2–3 2–4 | 1–5     | —       | 4–2 4–3 | 1–2 6–5 |
| Tyringe SoSS    | 2–7 3–1 | 3–4 3–2 | 0–1     | 0–7 3–7 | 2–5     | —       | 3–4     |
| Vimmerby HC     | 2–1     | 6–2     | 3–5 5–2 | 2–1 5–2 | 6–0     | 3–0     | —       |

## Hockeyettanfinalen
Hockeyettanfinalen spelades i bäst av tre matcher mellan de två lag som vunnit Allettan, Väsby och Halmstad Hammers. Reglerna var samma som för Playoff vilket innebar att alla matcher skulle ha en segrare. Vid oavgjort efter ordinarie speltid följde ytterligare perioder tills det ena laget gjort mål och därmed vunnit matchen (sudden death). Då Väsby tagit fler poäng än Halmstad i Allettan fick de hemmafördel och började borta för att spela de avgörande matcherna hemma. Segraren, Väsby, fick platsen till kvalserien till Hockeyallsvenskan medan förloraren, Halmstad, gick vidare i Playoff 2.
|       | 2020-02-25 | Halmstad Hammers HC | 0–1       | Väsby IK  | Halmstad Arena |  |
| 19:00 | 19:00      | Summering           | Summering | Summering |                |  |
| 19:00 | 19:00      |                     |           |           |                |  |
| 19:00 | 19:00      |                     |           |           |                |  |
| 19:00 | 19:00      |                     |           |           |                |  |
| 19:00 | 19:00      |                     |           |           |                |  |
| 19:00 | 19:00      |                     |           |           |                |  |

|       | 2020-02-28 | Väsby IK HK | 2–5       | Halmstad Hammers HC | Renew Arena |  |
| 19:00 | 19:00      | Summering   | Summering | Summering           |             |  |
| 19:00 | 19:00      |             |           |                     |             |  |
| 19:00 | 19:00      |             |           |                     |             |  |
| 19:00 | 19:00      |             |           |                     |             |  |
| 19:00 | 19:00      |             |           |                     |             |  |
| 19:00 | 19:00      |             |           |                     |             |  |

|       | 2020-02-29 | Väsby IK HK | 4–2       | Halmstad Hammers HC | Renew Arena |  |
| 16:00 | 16:00      | Summering   | Summering | Summering           |             |  |
| 16:00 | 16:00      |             |           |                     |             |  |
| 16:00 | 16:00      |             |           |                     |             |  |
| 16:00 | 16:00      |             |           |                     |             |  |
| 16:00 | 16:00      |             |           |                     |             |  |
| 16:00 | 16:00      |             |           |                     |             |  |

## Playoff
Playoff var en cup för seriens framgångsrikaste lag där segrarna skulle gå vidare till kvalserien till Hockeyallsvenskan. Cupen spelades i tre omgångar där lagen möttes två och två i en matchserie om tre matcher. Högst rankade lag valde motståndare. Vid lika placering avgjordes rankingen av antalet poäng per match och därefter målskillnad och antalet gjorda mål. Lagen ifrån Vårettan var lägre rankade än lagen från Allettan. Det valda laget började med hemmamatch. Nästa match spelades hos det högre rankade laget och det gjorde även den tredje matchen om en sådan behövdes. Alla matcher skulle enligt reglerna ha en segrare. Vid oavgjort efter full matchtid förlängdes matchen med ytterligare perioder tills första målet (sudden death). De högst rankade lagen valde sin motståndare inför varje omgång, där högre rankade lag valde först. De lag som segrade i Playoff 1 och Playoff 2 gick vidare till nästa omgång. Vinnarna av Playoff 3 skulle blivit slutsegrare i playoff och gått vidare till kvalserien, men Ishockeyförbundet avbröt säsongen innan Playoff 3 var färdigspelat.

### Översikt
|  | Playoff 1           | Playoff 1     |                   |   | Playoff 2 | Playoff 2 |  |  | Playoff 3 | Playoff 3 |  |  |  |  |  |  |  |  |
|  |                     |               |                   |   |           |           |  |  |           |           |  |  |  |  |  |  |  |  |
|  |                     |               |                   |   |           |           |  |  |           |           |  |  |  |  |  |  |  |  |
|  |                     |               |                   |   |           |           |  |  |           |           |  |  |  |  |  |  |  |  |
|  |                     |               |                   |   |           |           |  |  |           |           |  |  |  |  |  |  |  |  |
|  | 0                   |               |                   |   |           |           |  |  |           |           |  |  |  |  |  |  |  |  |
|  |                     |               |                   |   |           |           |  |  |           |           |  |  |  |  |  |  |  |  |
|  | Hudiksvalls HC      | 2             |                   |   |           |           |  |  |           |           |  |  |  |  |  |  |  |  |
|  | Hudiksvalls HC      | 2             | 0                 |   |           |           |  |  |           |           |  |  |  |  |  |  |  |  |
|  |                     |               | Nybro Vikings IF  | 0 |           |           |  |  |           |           |  |  |  |  |  |  |  |  |
|  | Nybro Vikings IF    | 2             | Nybro Vikings IF  | 0 |           |           |  |  |           |           |  |  |  |  |  |  |  |  |
|  | Nybro Vikings IF    | 2             | 0                 |   |           |           |  |  |           |           |  |  |  |  |  |  |  |  |
|  | Nyköpings SK        | 1             |                   |   |           |           |  |  |           |           |  |  |  |  |  |  |  |  |
|  | Nyköpings SK        | 1             | Hudiksvalls HC    | 0 |           |           |  |  |           |           |  |  |  |  |  |  |  |  |
|  |                     |               | Hudiksvalls HC    | 0 |           |           |  |  |           |           |  |  |  |  |  |  |  |  |
|  |                     | Vimmerby HC   | 1                 |   |           |           |  |  |           |           |  |  |  |  |  |  |  |  |
|  |                     | Vimmerby HC   | 1                 |   |           |           |  |  |           |           |  |  |  |  |  |  |  |  |
|  | 0                   |               |                   |   |           |           |  |  |           |           |  |  |  |  |  |  |  |  |
|  |                     |               |                   |   |           |           |  |  |           |           |  |  |  |  |  |  |  |  |
|  | Huddinge IK         | 0             |                   |   |           |           |  |  |           |           |  |  |  |  |  |  |  |  |
|  | Huddinge IK         | 0             | 0                 |   |           |           |  |  |           |           |  |  |  |  |  |  |  |  |
|  |                     |               | Vimmerby HC       | 2 |           |           |  |  |           |           |  |  |  |  |  |  |  |  |
|  | Kallinge/Ronneby IF | 1             | Vimmerby HC       | 2 |           |           |  |  |           |           |  |  |  |  |  |  |  |  |
|  | Kallinge/Ronneby IF | 1             |                   |   |           |           |  |  |           |           |  |  |  |  |  |  |  |  |
|  | Vimmerby HC         | 2             |                   |   |           |           |  |  |           |           |  |  |  |  |  |  |  |  |
|  | Vimmerby HC         | 2             |                   |   |           |           |  |  |           |           |  |  |  |  |  |  |  |  |
|  |                     |               |                   |   |           |           |  |  |           |           |  |  |  |  |  |  |  |  |
|  |                     |               |                   |   |           |           |  |  |           |           |  |  |  |  |  |  |  |  |
|  |                     |               |                   |   |           |           |  |  |           |           |  |  |  |  |  |  |  |  |
|  | 0                   |               |                   |   |           |           |  |  |           |           |  |  |  |  |  |  |  |  |
|  |                     |               |                   |   |           |           |  |  |           |           |  |  |  |  |  |  |  |  |
|  | Mariestad BoIS HC   | 2             |                   |   |           |           |  |  |           |           |  |  |  |  |  |  |  |  |
|  | Mariestad BoIS HC   | 2             | 0                 |   |           |           |  |  |           |           |  |  |  |  |  |  |  |  |
|  |                     |               | Östersunds IK     | 0 |           |           |  |  |           |           |  |  |  |  |  |  |  |  |
|  | Östersunds IK       | 2             | Östersunds IK     | 0 |           |           |  |  |           |           |  |  |  |  |  |  |  |  |
|  | Östersunds IK       | 2             | 0                 |   |           |           |  |  |           |           |  |  |  |  |  |  |  |  |
|  | Kiruna AIF          | 1             |                   |   |           |           |  |  |           |           |  |  |  |  |  |  |  |  |
|  | Kiruna AIF          | 1             | Mariestad BoIS HC | 1 |           |           |  |  |           |           |  |  |  |  |  |  |  |  |
|  |                     |               | Mariestad BoIS HC | 1 |           |           |  |  |           |           |  |  |  |  |  |  |  |  |
|  |                     | Tranås AIF IF | 1                 |   |           |           |  |  |           |           |  |  |  |  |  |  |  |  |
|  |                     | Tranås AIF IF | 1                 |   |           |           |  |  |           |           |  |  |  |  |  |  |  |  |
|  | 0                   |               |                   |   |           |           |  |  |           |           |  |  |  |  |  |  |  |  |
|  |                     |               |                   |   |           |           |  |  |           |           |  |  |  |  |  |  |  |  |
|  | Halmstad Hammers HC | 0             |                   |   |           |           |  |  |           |           |  |  |  |  |  |  |  |  |
|  | Halmstad Hammers HC | 0             | 0                 |   |           |           |  |  |           |           |  |  |  |  |  |  |  |  |
|  |                     |               | Tranås AIF IF     | 2 |           |           |  |  |           |           |  |  |  |  |  |  |  |  |
|  | Tranås AIF IF       | 2             | Tranås AIF IF     | 2 |           |           |  |  |           |           |  |  |  |  |  |  |  |  |
|  | Tranås AIF IF       | 2             |                   |   |           |           |  |  |           |           |  |  |  |  |  |  |  |  |
|  | Piteå HC            | 1             |                   |   |           |           |  |  |           |           |  |  |  |  |  |  |  |  |
|  | Piteå HC            | 1             |                   |   |           |           |  |  |           |           |  |  |  |  |  |  |  |  |
|  | 0                   |               |                   |   |           |           |  |  |           |           |  |  |  |  |  |  |  |  |
|  |                     |               |                   |   |           |           |  |  |           |           |  |  |  |  |  |  |  |  |
|  | IF Troja/Ljungby    | 2             |                   |   |           |           |  |  |           |           |  |  |  |  |  |  |  |  |
|  | IF Troja/Ljungby    | 2             | 0                 |   |           |           |  |  |           |           |  |  |  |  |  |  |  |  |
|  | Strömsbro IF        | 0             |                   |   |           |           |  |  |           |           |  |  |  |  |  |  |  |  |
|  | Strömsbro IF        | 0             | IF Troja/Ljungby  | 2 |           |           |  |  |           |           |  |  |  |  |  |  |  |  |
|  | 0                   |               | IF Troja/Ljungby  | 2 |           |           |  |  |           |           |  |  |  |  |  |  |  |  |
|  |                     | Bodens HF     | 1                 |   |           |           |  |  |           |           |  |  |  |  |  |  |  |  |
|  | Bodens HF           | Bodens HF     | 1                 | 2 |           |           |  |  |           |           |  |  |  |  |  |  |  |  |
|  | Bodens HF           |               | 0                 | 2 |           |           |  |  |           |           |  |  |  |  |  |  |  |  |
|  | Tegs SK Hockey      | 1             |                   |   |           |           |  |  |           |           |  |  |  |  |  |  |  |  |
|  | Tegs SK Hockey      | 1             | IF Troja/Ljungby  | 0 |           |           |  |  |           |           |  |  |  |  |  |  |  |  |
|  |                     |               | IF Troja/Ljungby  | 0 |           |           |  |  |           |           |  |  |  |  |  |  |  |  |
|  |                     | Visby/Roma HK | 1                 |   |           |           |  |  |           |           |  |  |  |  |  |  |  |  |
|  |                     | Visby/Roma HK | 1                 |   |           |           |  |  |           |           |  |  |  |  |  |  |  |  |
|  | 0                   |               |                   |   |           |           |  |  |           |           |  |  |  |  |  |  |  |  |
|  |                     |               |                   |   |           |           |  |  |           |           |  |  |  |  |  |  |  |  |
|  | Borlänge HF         | 1             |                   |   |           |           |  |  |           |           |  |  |  |  |  |  |  |  |
|  | Borlänge HF         | 1             | 0                 |   |           |           |  |  |           |           |  |  |  |  |  |  |  |  |
|  |                     |               | Visby/Roma HK     | 2 |           |           |  |  |           |           |  |  |  |  |  |  |  |  |
|  | Lindlövens IF       | 1             | Visby/Roma HK     | 2 |           |           |  |  |           |           |  |  |  |  |  |  |  |  |
|  | Lindlövens IF       | 1             |                   |   |           |           |  |  |           |           |  |  |  |  |  |  |  |  |
|  | Visby/Roma HK       | 2             |                   |   |           |           |  |  |           |           |  |  |  |  |  |  |  |  |
|  | Visby/Roma HK       | 2             |                   |   |           |           |  |  |           |           |  |  |  |  |  |  |  |  |
|  |                     |               |                   |   |           |           |  |  |           |           |  |  |  |  |  |  |  |  |
|  |                     |               |                   |   |           |           |  |  |           |           |  |  |  |  |  |  |  |  |
|  |                     |               |                   |   |           |           |  |  |           |           |  |  |  |  |  |  |  |  |
|  |                     |               |                   |   |           |           |  |  |           |           |  |  |  |  |  |  |  |  |
|  |                     |               |                   |   |           |           |  |  |           |           |  |  |  |  |  |  |  |  |
|  |                     |               |                   |   |           |           |  |  |           |           |  |  |  |  |  |  |  |  |
|  |                     |               |                   |   |           |           |  |  |           |           |  |  |  |  |  |  |  |  |
|  |                     |               |                   |   |           |           |  |  |           |           |  |  |  |  |  |  |  |  |
|  |                     |               |                   |   |           |           |  |  |           |           |  |  |  |  |  |  |  |  |
|  |                     |               |                   |   |           |           |  |  |           |           |  |  |  |  |  |  |  |  |
|  |                     |               |                   |   |           |           |  |  |           |           |  |  |  |  |  |  |  |  |
|  |                     |               |                   |   |           |           |  |  |           |           |  |  |  |  |  |  |  |  |
|  |                     |               |                   |   |           |           |  |  |           |           |  |  |  |  |  |  |  |  |
|  |                     |               |                   |   |           |           |  |  |           |           |  |  |  |  |  |  |  |  |
|  |                     |               |                   |   |           |           |  |  |           |           |  |  |  |  |  |  |  |  |
|  |                     |               |                   |   |           |           |  |  |           |           |  |  |  |  |  |  |  |  |
|  |                     |               |                   |   |           |           |  |  |           |           |  |  |  |  |  |  |  |  |
|  |                     |               |                   |   |           |           |  |  |           |           |  |  |  |  |  |  |  |  |
|  |                     |               |                   |   |           |           |  |  |           |           |  |  |  |  |  |  |  |  |
|  |                     |               |                   |   |           |           |  |  |           |           |  |  |  |  |  |  |  |  |
|  |                     |               |                   |   |           |           |  |  |           |           |  |  |  |  |  |  |  |  |
|  |                     |               |                   |   |           |           |  |  |           |           |  |  |  |  |  |  |  |  |
|  |                     |               |                   |   |           |           |  |  |           |           |  |  |  |  |  |  |  |  |
|  |                     |               |                   |   |           |           |  |  |           |           |  |  |  |  |  |  |  |  |

### Playoff 1
Playoff 1 bestod av 14 lag: de tio lagen från Allettan som placerade sig 4–8 i respektive serie och de fyra segrarna av vårserierna. Matcherna spelades den 25 februari, 28 februari respektive 29 februari 2020. De sex lag som fick välja var i fallande ordning: Troja, Östersund, Nybro, Boden, Kallinge och Lindlöven. Tranås fick den motståndare som de andra lagen inte valde.
IF Troja/Ljungby–Strömsbro IF
|       | 2020-02-25 | Strömsbro IF | 0–1       | IF Troja/Ljungby | Testebo Arena |  |
| 19:00 | 19:00      | Summering    | Summering | Summering        |               |  |
| 19:00 | 19:00      |              |           |                  |               |  |
| 19:00 | 19:00      |              |           |                  |               |  |
| 19:00 | 19:00      |              |           |                  |               |  |
| 19:00 | 19:00      |              |           |                  |               |  |
| 19:00 | 19:00      |              |           |                  |               |  |

|       | 2020-02-28 | IF Troja/Ljungby | 7–0       | Strömsbro IF | Ljungby Arena |  |
| 19:00 | 19:00      | Summering        | Summering | Summering    |               |  |
| 19:00 | 19:00      |                  |           |              |               |  |
| 19:00 | 19:00      |                  |           |              |               |  |
| 19:00 | 19:00      |                  |           |              |               |  |
| 19:00 | 19:00      |                  |           |              |               |  |
| 19:00 | 19:00      |                  |           |              |               |  |

Östersunds IK–Kiruna AIF
|       | 2020-02-25 | Kiruna AIF | 3–2 (SD)  | Östersunds IK | Lombiahallen |  |
| 19:00 | 19:00      | Summering  | Summering | Summering     |              |  |
| 19:00 | 19:00      |            |           |               |              |  |
| 19:00 | 19:00      |            |           |               |              |  |
| 19:00 | 19:00      |            |           |               |              |  |
| 19:00 | 19:00      |            |           |               |              |  |
| 19:00 | 19:00      |            |           |               |              |  |

|       | 2020-02-28 | Östersunds IK | 5–2       | Kiruna AIF | Östersund Arena |  |
| 19:00 | 19:00      | Summering     | Summering | Summering  |                 |  |
| 19:00 | 19:00      |               |           |            |                 |  |
| 19:00 | 19:00      |               |           |            |                 |  |
| 19:00 | 19:00      |               |           |            |                 |  |
| 19:00 | 19:00      |               |           |            |                 |  |
| 19:00 | 19:00      |               |           |            |                 |  |

|       | 2020-02-29 | Östersunds IK | 4–1       | Kiruna AIF | Östersund Arena |  |
| 16:00 | 16:00      | Summering     | Summering | Summering  |                 |  |
| 16:00 | 16:00      |               |           |            |                 |  |
| 16:00 | 16:00      |               |           |            |                 |  |
| 16:00 | 16:00      |               |           |            |                 |  |
| 16:00 | 16:00      |               |           |            |                 |  |
| 16:00 | 16:00      |               |           |            |                 |  |

Nybro Vikings IF–Nyköpings SK
|       | 2020-02-25 | Nyköpings SK | 1–2 (SD)  | Nybro Vikings IF | Stora hallen |  |
| 19:00 | 19:00      | Summering    | Summering | Summering        |              |  |
| 19:00 | 19:00      |              |           |                  |              |  |
| 19:00 | 19:00      |              |           |                  |              |  |
| 19:00 | 19:00      |              |           |                  |              |  |
| 19:00 | 19:00      |              |           |                  |              |  |
| 19:00 | 19:00      |              |           |                  |              |  |

|       | 2020-02-28 | Nybro Vikings IF | 6–7       | Nyköpings SK | Liljas Arena |  |
| 19:00 | 19:00      | Summering        | Summering | Summering    |              |  |
| 19:00 | 19:00      |                  |           |              |              |  |
| 19:00 | 19:00      |                  |           |              |              |  |
| 19:00 | 19:00      |                  |           |              |              |  |
| 19:00 | 19:00      |                  |           |              |              |  |
| 19:00 | 19:00      |                  |           |              |              |  |

|       | 2020-02-29 | Nybro Vikings IF | 6–1       | Nyköpings SK | Liljas Arena |  |
| 16:00 | 16:00      | Summering        | Summering | Summering    |              |  |
| 16:00 | 16:00      |                  |           |              |              |  |
| 16:00 | 16:00      |                  |           |              |              |  |
| 16:00 | 16:00      |                  |           |              |              |  |
| 16:00 | 16:00      |                  |           |              |              |  |
| 16:00 | 16:00      |                  |           |              |              |  |

Bodens HF–Tegs SK Hockey
|       | 2020-02-25 | Tegs SK Hockey | 4–0       | Bodens HF | A3 Arena |  |
| 19:00 | 19:00      | Summering      | Summering | Summering |          |  |
| 19:00 | 19:00      |                |           |           |          |  |
| 19:00 | 19:00      |                |           |           |          |  |
| 19:00 | 19:00      |                |           |           |          |  |
| 19:00 | 19:00      |                |           |           |          |  |
| 19:00 | 19:00      |                |           |           |          |  |

|       | 2020-02-28 | Bodens HF | 7–1       | Tegs SK Hockey | Björknäshallen |  |
| 19:00 | 19:00      | Summering | Summering | Summering      |                |  |
| 19:00 | 19:00      |           |           |                |                |  |
| 19:00 | 19:00      |           |           |                |                |  |
| 19:00 | 19:00      |           |           |                |                |  |
| 19:00 | 19:00      |           |           |                |                |  |
| 19:00 | 19:00      |           |           |                |                |  |

|       | 2020-02-29 | Bodens HF | 6–3       | Tegs SK Hockey | Björknäshallen |  |
| 16:00 | 16:00      | Summering | Summering | Summering      |                |  |
| 16:00 | 16:00      |           |           |                |                |  |
| 16:00 | 16:00      |           |           |                |                |  |
| 16:00 | 16:00      |           |           |                |                |  |
| 16:00 | 16:00      |           |           |                |                |  |
| 16:00 | 16:00      |           |           |                |                |  |

Kallinge/Ronneby IF–Vimmerby HC
|       | 2020-02-25 | Vimmerby HC | 3–4 (SD)  | Kallinge/Ronneby IF | Vimmerby ishall |  |
| 19:00 | 19:00      | Summering   | Summering | Summering           |                 |  |
| 19:00 | 19:00      |             |           |                     |                 |  |
| 19:00 | 19:00      |             |           |                     |                 |  |
| 19:00 | 19:00      |             |           |                     |                 |  |
| 19:00 | 19:00      |             |           |                     |                 |  |
| 19:00 | 19:00      |             |           |                     |                 |  |

|       | 2020-02-28 | Kallinge/Ronneby IF | 2–4       | Vimmerby HC | Soft Center Arena |  |
| 19:00 | 19:00      | Summering           | Summering | Summering   |                   |  |
| 19:00 | 19:00      |                     |           |             |                   |  |
| 19:00 | 19:00      |                     |           |             |                   |  |
| 19:00 | 19:00      |                     |           |             |                   |  |
| 19:00 | 19:00      |                     |           |             |                   |  |
| 19:00 | 19:00      |                     |           |             |                   |  |

|       | 2020-02-29 | Kallinge/Ronneby IF | 0–4       | Vimmerby HC | Soft Center Arena |  |
| 16:00 | 16:00      | Summering           | Summering | Summering   |                   |  |
| 16:00 | 16:00      |                     |           |             |                   |  |
| 16:00 | 16:00      |                     |           |             |                   |  |
| 16:00 | 16:00      |                     |           |             |                   |  |
| 16:00 | 16:00      |                     |           |             |                   |  |
| 16:00 | 16:00      |                     |           |             |                   |  |

Lindlövens IF–Visby/Roma HK
|       | 2020-02-25 | Visby/Roma HK | 5–3       | Lindlövens IF | Visby ishall |  |
| 19:00 | 19:00      | Summering     | Summering | Summering     |              |  |
| 19:00 | 19:00      |               |           |               |              |  |
| 19:00 | 19:00      |               |           |               |              |  |
| 19:00 | 19:00      |               |           |               |              |  |
| 19:00 | 19:00      |               |           |               |              |  |
| 19:00 | 19:00      |               |           |               |              |  |

|       | 2020-02-28 | Lindlövens IF | 2–1       | Visby/Roma HK | Lindehov |  |
| 19:00 | 19:00      | Summering     | Summering | Summering     |          |  |
| 19:00 | 19:00      |               |           |               |          |  |
| 19:00 | 19:00      |               |           |               |          |  |
| 19:00 | 19:00      |               |           |               |          |  |
| 19:00 | 19:00      |               |           |               |          |  |
| 19:00 | 19:00      |               |           |               |          |  |

|       | 2020-02-29 | Lindlövens IF | 2–3       | Visby/Roma HK | Lindehov |  |
| 16:00 | 16:00      | Summering     | Summering | Summering     |          |  |
| 16:00 | 16:00      |               |           |               |          |  |
| 16:00 | 16:00      |               |           |               |          |  |
| 16:00 | 16:00      |               |           |               |          |  |
| 16:00 | 16:00      |               |           |               |          |  |
| 16:00 | 16:00      |               |           |               |          |  |

Tranås AIF–Piteå HC
|       | 2020-02-25 | Piteå HC  | 2–3 (SD)  | Tranås AIF IF | LF Arena |  |
| 19:00 | 19:00      | Summering | Summering | Summering     |          |  |
| 19:00 | 19:00      |           |           |               |          |  |
| 19:00 | 19:00      |           |           |               |          |  |
| 19:00 | 19:00      |           |           |               |          |  |
| 19:00 | 19:00      |           |           |               |          |  |
| 19:00 | 19:00      |           |           |               |          |  |

|       | 2020-02-28 | Tranås AIF | 2–3 (SD)  | Piteå HC  | Stiga Arena |  |
| 19:00 | 19:00      | Summering  | Summering | Summering |             |  |
| 19:00 | 19:00      |            |           |           |             |  |
| 19:00 | 19:00      |            |           |           |             |  |
| 19:00 | 19:00      |            |           |           |             |  |
| 19:00 | 19:00      |            |           |           |             |  |
| 19:00 | 19:00      |            |           |           |             |  |

|       | 2020-02-29 | Tranås AIF | 3–2 (SD)  | Piteå HC  | Stiga Arena |  |
| 16:00 | 16:00      | Summering  | Summering | Summering |             |  |
| 16:00 | 16:00      |            |           |           |             |  |
| 16:00 | 16:00      |            |           |           |             |  |
| 16:00 | 16:00      |            |           |           |             |  |
| 16:00 | 16:00      |            |           |           |             |  |
| 16:00 | 16:00      |            |           |           |             |  |

### Playoff 2
Playoff 2 bestod av tolv lag: de sju segrarna från Playoff 1 (Boden, Nybro, Tranås, Troja, Vimmerby, Visby och Östersund), lag 2 och 3 från allettorna (Borlänge, Huddinge, Hudiksvall och Mariestad) samt förloraren av Hockeyettanfinalen: Halmstad. De fem lag som fick välja var i fallande ordning: Halmstad, Borlänge, Huddinge, Hudiksvall och Mariestad. Troja fick det lag som inte valdes av de andra lagen. Matcherna spelades den 3 mars, 6 mars respektive 7 mars 2020.
Halmstad Hammers HC–Tranås AIF
|       | 2020-03-03 | Tranås AIF IF | 2–1 (SD)  | Halmstad Hammers HC | Stiga Arena |  |
| 19:00 | 19:00      | Summering     | Summering | Summering           |             |  |
| 19:00 | 19:00      |               |           |                     |             |  |
| 19:00 | 19:00      |               |           |                     |             |  |
| 19:00 | 19:00      |               |           |                     |             |  |
| 19:00 | 19:00      |               |           |                     |             |  |
| 19:00 | 19:00      |               |           |                     |             |  |

|       | 2020-03-06 | Halmstad Hammers HC | 3–6       | Tranås AIF | Halmstad Arena |  |
| 19:00 | 19:00      | Summering           | Summering | Summering  |                |  |
| 19:00 | 19:00      |                     |           |            |                |  |
| 19:00 | 19:00      |                     |           |            |                |  |
| 19:00 | 19:00      |                     |           |            |                |  |
| 19:00 | 19:00      |                     |           |            |                |  |
| 19:00 | 19:00      |                     |           |            |                |  |

Borlänge HF–Visby/Roma HK
|       | 2020-03-03 | Visby/Roma HK | 3–2 (SD)  | Borlänge HF | Visby ishall |  |
| 19:00 | 19:00      | Summering     | Summering | Summering   |              |  |
| 19:00 | 19:00      |               |           |             |              |  |
| 19:00 | 19:00      |               |           |             |              |  |
| 19:00 | 19:00      |               |           |             |              |  |
| 19:00 | 19:00      |               |           |             |              |  |
| 19:00 | 19:00      |               |           |             |              |  |

|       | 2020-03-06 | Borlänge HF | 4–3       | Visby/Roma HK | Borlänge ishall |  |
| 19:00 | 19:00      | Summering   | Summering | Summering     |                 |  |
| 19:00 | 19:00      |             |           |               |                 |  |
| 19:00 | 19:00      |             |           |               |                 |  |
| 19:00 | 19:00      |             |           |               |                 |  |
| 19:00 | 19:00      |             |           |               |                 |  |
| 19:00 | 19:00      |             |           |               |                 |  |

|       | 2020-03-07 | Borlänge HF | 2–8       | Visby/Roma HK | Borlänge ishall |  |
| 16:00 | 16:00      | Summering   | Summering | Summering     |                 |  |
| 16:00 | 16:00      |             |           |               |                 |  |
| 16:00 | 16:00      |             |           |               |                 |  |
| 16:00 | 16:00      |             |           |               |                 |  |
| 16:00 | 16:00      |             |           |               |                 |  |
| 16:00 | 16:00      |             |           |               |                 |  |

Huddinge IK–Vimmerby HC
|       | 2020-03-03 | Vimmerby HC | 5–3       | Huddinge IK | Vimmerby ishall |  |
| 19:00 | 19:00      | Summering   | Summering | Summering   |                 |  |
| 19:00 | 19:00      |             |           |             |                 |  |
| 19:00 | 19:00      |             |           |             |                 |  |
| 19:00 | 19:00      |             |           |             |                 |  |
| 19:00 | 19:00      |             |           |             |                 |  |
| 19:00 | 19:00      |             |           |             |                 |  |

|       | 2020-03-06 | Huddinge IK | 3–4       | Vimmerby HC | Björkängshallen |  |
| 19:00 | 19:00      | Summering   | Summering | Summering   |                 |  |
| 19:00 | 19:00      |             |           |             |                 |  |
| 19:00 | 19:00      |             |           |             |                 |  |
| 19:00 | 19:00      |             |           |             |                 |  |
| 19:00 | 19:00      |             |           |             |                 |  |
| 19:00 | 19:00      |             |           |             |                 |  |

Hudiksvalls HC–Nybro Vikings IF
|       | 2020-03-03 | Nybro Vikings IF | 2–3 (SD)  | Hudiksvalls HC | Liljas Arena |  |
| 19:00 | 19:00      | Summering        | Summering | Summering      |              |  |
| 19:00 | 19:00      |                  |           |                |              |  |
| 19:00 | 19:00      |                  |           |                |              |  |
| 19:00 | 19:00      |                  |           |                |              |  |
| 19:00 | 19:00      |                  |           |                |              |  |
| 19:00 | 19:00      |                  |           |                |              |  |

|       | 2020-03-06 | Hudiksvalls HC | 4–3 (SD)  | Nybro Vikings IF | Glysishallen |  |
| 19:00 | 19:00      | Summering      | Summering | Summering        |              |  |
| 19:00 | 19:00      |                |           |                  |              |  |
| 19:00 | 19:00      |                |           |                  |              |  |
| 19:00 | 19:00      |                |           |                  |              |  |
| 19:00 | 19:00      |                |           |                  |              |  |
| 19:00 | 19:00      |                |           |                  |              |  |

Mariestad BoIS HC–Östersunds IK
|       | 2020-03-03 | Östersunds IK | 2–3 (SD)  | Mariestad BoIS HC | Östersund Arena |  |
| 19:00 | 19:00      | Summering     | Summering | Summering         |                 |  |
| 19:00 | 19:00      |               |           |                   |                 |  |
| 19:00 | 19:00      |               |           |                   |                 |  |
| 19:00 | 19:00      |               |           |                   |                 |  |
| 19:00 | 19:00      |               |           |                   |                 |  |
| 19:00 | 19:00      |               |           |                   |                 |  |

|       | 2020-03-06 | Mariestad BoIS HC | 2–1       | Östersunds IK | Mariehus Arena |  |
| 19:00 | 19:00      | Summering         | Summering | Summering     |                |  |
| 19:00 | 19:00      |                   |           |               |                |  |
| 19:00 | 19:00      |                   |           |               |                |  |
| 19:00 | 19:00      |                   |           |               |                |  |
| 19:00 | 19:00      |                   |           |               |                |  |
| 19:00 | 19:00      |                   |           |               |                |  |

IF Troja/Ljungby–Bodens HF
|       | 2020-03-03 | Bodens HF | 1–4       | IF Troja/Ljungby | Björknäshallen |  |
| 19:00 | 19:00      | Summering | Summering | Summering        |                |  |
| 19:00 | 19:00      |           |           |                  |                |  |
| 19:00 | 19:00      |           |           |                  |                |  |
| 19:00 | 19:00      |           |           |                  |                |  |
| 19:00 | 19:00      |           |           |                  |                |  |
| 19:00 | 19:00      |           |           |                  |                |  |

|       | 2020-03-06 | IF Troja/Ljungby | 1–2       | Bodens HF | Ljungby Arena |  |
| 19:00 | 19:00      | Summering        | Summering | Summering |               |  |
| 19:00 | 19:00      |                  |           |           |               |  |
| 19:00 | 19:00      |                  |           |           |               |  |
| 19:00 | 19:00      |                  |           |           |               |  |
| 19:00 | 19:00      |                  |           |           |               |  |
| 19:00 | 19:00      |                  |           |           |               |  |

|       | 2020-03-07 | IF Troja/Ljungby | 5–4 (SD)  | Bodens HF | Ljungby Arena |  |
| 16:00 | 16:00      | Summering        | Summering | Summering |               |  |
| 16:00 | 16:00      |                  |           |           |               |  |
| 16:00 | 16:00      |                  |           |           |               |  |
| 16:00 | 16:00      |                  |           |           |               |  |
| 16:00 | 16:00      |                  |           |           |               |  |
| 16:00 | 16:00      |                  |           |           |               |  |

### Playoff 3
Playoff 3 bestod av de sex segrarna från Playoff 2: Hudiksvall, Mariestad, Tranås, Troja, Vimmerby och Visby. De två lagen som fick välja var Hudiksvall följt av Mariestad. Troja fick det lag som de två lagen inte valde. Matcherna spelades den 10 mars, delvis 13 mars och var tänkt att spelas 14 mars 2020. På grund av att en Hudiksvallsspelare insjuknade under Coronapandemin ställdes Hudiksvall-Vimmerby och Troja-Visby in från och med match två och Mariestad-Tranås från och med match tre.
Hudiksvalls HC–Vimmerby HC
|       | 2020-03-10 | Vimmerby HC | 6–2       | Hudiksvalls HC | Vimmerby ishall |  |
| 19:00 | 19:00      | Summering   | Summering | Summering      |                 |  |
| 19:00 | 19:00      |             |           |                |                 |  |
| 19:00 | 19:00      |             |           |                |                 |  |
| 19:00 | 19:00      |             |           |                |                 |  |
| 19:00 | 19:00      |             |           |                |                 |  |
| 19:00 | 19:00      |             |           |                |                 |  |

Mariestad BoIS HC–Tranås AIF
|       | 2020-03-10 | Tranås AIF IF | 2–1       | Mariestad BoIS HC | Stiga Arena |  |
| 19:00 | 19:00      | Summering     | Summering | Summering         |             |  |
| 19:00 | 19:00      |               |           |                   |             |  |
| 19:00 | 19:00      |               |           |                   |             |  |
| 19:00 | 19:00      |               |           |                   |             |  |
| 19:00 | 19:00      |               |           |                   |             |  |
| 19:00 | 19:00      |               |           |                   |             |  |

|       | 2020-03-13 | Mariestad BoIS HC | 1–0       | Tranås AIF | Mariehus Arena |  |
| 19:00 | 19:00      | Summering         | Summering | Summering  |                |  |
| 19:00 | 19:00      |                   |           |            |                |  |
| 19:00 | 19:00      |                   |           |            |                |  |
| 19:00 | 19:00      |                   |           |            |                |  |
| 19:00 | 19:00      |                   |           |            |                |  |
| 19:00 | 19:00      |                   |           |            |                |  |

IF Troja/Ljungby–Visby/Roma HK
|       | 2020-03-10 | Visby/Roma HK | 3–2       | IF Troja/Ljungby | Visby ishall |  |
| 19:00 | 19:00      | Summering     | Summering | Summering        |              |  |
| 19:00 | 19:00      |               |           |                  |              |  |
| 19:00 | 19:00      |               |           |                  |              |  |
| 19:00 | 19:00      |               |           |                  |              |  |
| 19:00 | 19:00      |               |           |                  |              |  |
| 19:00 | 19:00      |               |           |                  |              |  |